# Acelerante
Los acelerantes o aceleradores químicos son sustancias que pueden unirse, mezclar o alterar otra sustancia y provocar un aumento en la velocidad de un proceso químico natural o artificial. Desempeñan un papel importante en la química ya que la mayoría de las reacciones químicas se pueden acelerar mediante su uso. Estos alteran un enlace químico, aumenta la velocidad de un proceso químico o devuelven los organismos a la homeostasis. Los aceleradores no son necesariamente catalizadores, ya que pueden ser consumidos durante el proceso.

## Fuego
En protección contra incendios, el término acelerante se utiliza de forma muy amplia para incluir cualquier sustancia o mezcla que "acelere" el desarrollo del fuego para cometer un incendio intencionado. Los químicos distinguirían un acelerante de un combustible, al no ser términos estrictamente intercambiables. En investigación de incendios el término "acelerante" se usa para referirse a cualquier sustancia que inicia y promueve un incendio sin diferenciar entre un acelerante y un combustible. Para un ingeniero químico, la "gasolina" no se considera en absoluto un "acelerante" sino un "combustible".
Un incendio es una reacción de oxidación exotérmica y autosostenida que emite calor y luz. Cuando un incendio se acelera con un verdadero acelerador como líquidos y gases que contienen oxígeno (como NO
2) puede producir más calor, consumir los combustibles reales más rápidamente y aumentar la propagación del incendio. Los incendios que involucran aceleradores líquidos, como la gasolina, arden más rápidamente, pero a la misma temperatura que los incendios que involucran combustibles comunes.

### Investigación de incendios
Los indicadores de un incendio intencionado o provocado pueden llevar a los investigadores de incendios a buscar la presencia de rastros de combustible en los escombros del incendio. Los compuestos y líquidos quemados pueden dejar evidencia de su presencia y uso. Los combustibles presentes en áreas en las que normalmente no se encuentran pueden indicar un incendio provocado. Los investigadores suelen utilizar perros entrenados para oler líquidos inflamables. Los perros bien entrenados pueden señalar áreas para que el investigador recolecte muestras. Los desechos de incendio enviados a laboratorios forenses emplean instrumentos analíticos sensibles con capacidades GC-MS para análisis químicos forenses.

### Tipos
Muchos de los llamados acelerantes son combustibles a base de hidrocarburos, a veces denominados de manera más realista destilados de petróleo: gasolina, diésel, queroseno, aguarrás, butano y varios otros solventes inflamables. Estos acelerantes también se conocen como líquidos inflamables, estos pueden dejar patrones irregulares en la superficie del piso. Estos patrones de combustión irregulares pueden indicar la presencia de un líquido inflamable en un incendio y pueden indicar el punto de origen del incendio. Aunque se pueden encontrar patrones irregulares en incendios que no involucran aceleradores.
Las propiedades de algunos líquidos inflamables los convierten en combustibles peligrosos. Muchos líquidos inflamables tienen altas presiones de vapor, bajos puntos de inflamación y un rango relativamente amplio entre su límite explosivo superior e inferior. Esto permite que los líquidos inflamables se enciendan fácilmente y, cuando se mezclan en una proporción adecuada de aire y combustible, exploten fácilmente. Muchos pirómanos que utilizaron grandes cantidades de gasolina llegaron a sufrir quemaduras graves al encender el fuego.

### Combustibles disponibles
Los artículos y objetos domésticos comunes pueden acelerar un incendio. El mimbre y la espuma tienen altas proporciones de superficie a masa y composiciones químicas favorables y, por lo tanto, se queman fácil y fácilmente. Los pirómanos a veces utilizan grandes cantidades de material combustible disponible en lugar de líquidos inflamables en un intento de evitar ser detectados. El uso de grandes cargas de combustible puede aumentar la tasa de crecimiento del fuego, así como extenderlo a un área más grande, aumentando así la cantidad de daño por incendio. Cantidades y tipos de combustible inadecuados en un área particular pueden indicar un incendio provocado.

## Vulcanización de caucho
El uso de aceleradores y activadores reduce la energía de activación de la reacción de vulcanización de 210 kJ/mol a 80-125 kJ/mol, que es necesaria si utilizamos azufre solo. Los aceleradores y activadores rompen las cadenas de azufre. Los sistemas de vulcanización acelerada de azufre requieren solo de 5 a 15 átomos de azufre por entrecruzamiento en comparación con 40-45 átomos de S por entrecruzamiento para una vulcanización de azufre no acelerada. Hay muchos aceleradores disponibles para la vulcanización del caucho. Esto se debe a que existe en el mercado una amplia gama de artículos de caucho con una gran variedad de propiedades. Por ejemplo, sólo en un neumático de automóvil pueden existir hasta ocho compuestos de caucho diferentes, cada uno con propiedades específicas. Por ejemplo, la banda de rodadura de un neumático típico de turismo consiste en una mezcla de SBR (caucho estireno-butadieno) y BR (caucho de butadieno). Esta goma debe tener una alta resistencia a la abrasión y un alto agarre tanto en carreteras secas como mojadas. La pared lateral del neumático debe tener una alta flexibilidad, lo que significa que debe resistir muchas flexiones durante la marcha del neumático sin agrietarse. Normalmente se compone de una mezcla de caucho natural y caucho de butadieno. En el interior del neumático hay un compuesto de caucho que tiene como función principal la adhesión entre el caucho y el cordón de acero de la correa. Por lo general, se compone de caucho natural con un nivel muy alto de azufre (hasta 8 phr), para obtener un caucho relativamente rígido, en el que el azufre promueve la adhesión con el cable de acero. La base del neumático está formada por la carcasa, normalmente una mezcla de NR (caucho natural), SBR y BR. Debe tener muy buena adherencia al cordón de poliéster, utilizado como refuerzo. Y la cara interior del neumático está formada por el revestimiento interior, que normalmente consiste en caucho butílico halogenado (IIR). Para todos estos compuestos con sus diferentes propiedades, se deben utilizar diferentes aceleradores y mezclas de aceleradores para obtener las propiedades requeridas. Normalmente se utiliza un acelerador de vulcanización en combinación con azufre como reticulante y con óxido de zinc y ácido esteárico como activadores. También se pueden añadir otros aditivos, pero para la reacción de reticulación, los mencionados anteriormente son los más importantes. Los distintos tipos de caucho utilizados en los distintos compuestos de neumáticos tienen diferentes características de vulcanización, como la velocidad de curado (el curado es la reacción de reticulación) y el grado de curado (el número de entrecruzamientos). Un neumático típico de un automóvil de pasajeros se vulcaniza durante 10 minutos a 170 °C. Normalmente se utilizan muchos aceleradores y sus mezclas para garantizar que se haya completado la vulcanización de todos sus componentes dentro de los 10 minutos.

### Clasificación
Hay dos clases principales de aceleradores de vulcanización, aceleradores primarios y aceleradores secundarios o ultraaceleradores.

#### Primario
De los aceleradores primarios, el grupo principal utilizado en la fabricación de neumáticos son las sulfenamidas. Estos se producen mediante una reacción de acoplamiento oxidativo del mercaptobenzotiazol (o mercaptobenzotiazol, MBT) con una amina primaria como la ciclohexilamina o la terc-butilamina. También se pueden utilizar aminas secundarias como la diciclohexilamina, pero dan como resultado aceleradores mucho más lentos. Se requiere un acelerador lento de este tipo en el compuesto de adhesión de cordones de acero, porque para una adhesión óptima se requiere un curado lento. Otro grupo importante de aceleradores primarios lo forman los tiazoles. Los dos productos principales son el mercaptobenzotiazol (MBT) y el disulfuro de mercaptobenzotiazol (MBTS), un producto formado por acoplamiento oxidativo de dos moléculas de MBT. Los tiazoles se utilizan para la vulcanización de artículos gruesos y como acelerador básico en compuestos EPDM (cauchos de etileno-propileno-dieno), en combinación con mezclas de ultraaceleradores.
En la vulcanización de caucho de neopreno o policloropreno (caucho CR), la elección del acelerador se rige por reglas diferentes a las de otros cauchos diénicos. Los aceleradores más utilizados convencionalmente son problemáticos cuando se curan los cauchos CR y se ha descubierto que el acelerador más importante es la etilentiourea (ETU) que, aunque es un acelerador excelente y probado para el policloropreno, se ha clasificado como tóxico para la reproducción. La se busca desarrollar una alternativa más segura al uso de ETU.

#### Secundario
De los secundarios o ultraaceleradores las principales categorías son los tiuramos y los ditiocarbamatos. En la vulcanización de compuestos para neumáticos se utilizan como una pequeña adición a las sulfenamidas para aumentar la velocidad y el estado de curado.  Tienen una velocidad de vulcanización muy rápida y, por lo tanto, junto con los potenciadores en los compuestos de neumáticos, se utilizan como acelerador principal en compuestos de EPDM y compuestos de látex. Los compuestos de EPDM tienen muchos menos sitios de curado que el caucho natural o el SBR y, por lo tanto, necesitan un sistema de vulcanización rápido para tener una velocidad de curado suficiente. El látex se cura a una temperatura relativamente baja (100-120 °C) y por lo tanto necesitan un acelerador inherentemente rápido. Los principales tiuramos utilizados son TMTD (disulfuro de tetrametiltiuram) y TETD (disulfuro de tetraetiltiuram). Se producen mediante la reacción entre dimetilamina o dietilamina y disulfuro de carbono. Los principales ditiocarbamatos son las sales de zinc ZDEC (dietilditiocarbamato de zinc) y ZDBC (dibutilditiocarbamato de zinc).

## Acelerantes de cemento y hormigón
Los aceleradores de cemento están disponibles como aditivos para su uso en hormigón, mortero, enlucido y soleras. La adición de un acelerador acelera el tiempo de fraguado y, por lo tanto, el tiempo de curado comienza antes. Esto permite colocar hormigón en invierno con un riesgo reducido de daños por heladas. El concreto se daña si no alcanza una resistencia de 500 libras por pulgada cuadrada (3,4 MPa) antes de solidificarse.  Los productos químicos típicos que se utilizan para la aceleración son el nitrato de calcio (Ca(NO3)2), el formiato de calcio (Ca(HCOO)2) y el nitrato de sodio (NaNO3).